# Frikirke
 Denne artikel omhandler overvejende eller alene danske forhold. Hjælp gerne med at gøre artiklen mere almen.
En frikirke er en kirke, der er økonomisk uafhængig af staten og Folkekirken. Medlemmerne af en frikirke bidrager direkte til at opretholde kirken økonomisk, og hjælper via frivilligt arbejde. De fleste frikirker har intet fast kontingent.
Der er ca. 300 frikirker i Danmark – store og små, ’gammeldanske’ og nydanske. Tilsammen har de ca. 25.000 medlemmer. 
Frikirker er ikke støttet af staten, og de er frie til at udforme deres gudstjenester og aktiviteter, som de vil. Gudstjenesterne er ofte med rytmisk musik og uhøjtidelige og afslappede i formen. 
Derudover er frikirker kendetegnet ved:
1. Man er først medlem, når man selv ønsker det – og man kan til enhver tid melde sig ud igen.
2. Man inviteres til at engagere sig personligt i gudstjenester og aktiviteter – bl.a. gennem sang og musik.
3. Man får mulighed for indflydelse efter devisen: dem, der engagerer sig, er også dem, der påvirker udviklingen.

Når det gælder økonomien, må frikirkerne stort set klare det selv. Er man glad for frikirkemodellen, og vælger man den som sin kirkeform, ved man også, at der er noget, der skal betales: Lokaler, medarbejdere og aktiviteter. Og det gør man så, dog ikke over et fast medlemsgebyr, men ved frivillige bidrag. 
Menigheder, der står helt uden for Folkekirken, men har samme bekendelsesgrundlag som denne, er formelt set ikke frikirker, men frimenigheder, om end nogle af disse vælger alligevel at kalde sig for frikirker.
En række frikirker, heriblandt Apostolsk Kirke, enkelte baptistkirker og flere pinsemenigheder, har dannet netværket Frikirkenet 

## Frikirkesamfund i Danmark
- Adventistkirken
- Apostolsk Kirke
- Augustanakirken
- Baptistkirken
- Christian Science
- Den evangelisk-lutherske Frikirke
- Metodistkirken
- Pinsebevægelsen
- Unitarisk Kirkesamfund
- Vennernes Religiøse Samfund (Kvækerne)
- Det Danske Missionsforbund

Af de ophørte danske frikirkesamfund kan nævnes Den amerikanske brødremenighed og Kristi Menighed, en døbersk-mennonittisk frikirke i København og Frederiksværk  (1994).

## Selvstændige kirker
Der er desuden opstået en række selvstændige frikirker de senere år. En af de første selvstændige frikirker begyndte i 1947. Kristent Fællesskab startede som en gruppe i København og blev senere udvidet med bibelundervisning, ungdomsarbejde, lejre og stævner. I 1955 blev frikirken etableret i København og siden er Kristent Fællesskab også dannet i Hillerød og Odense. I 2007 er Hillerød afdelingen blevet lagt sammen med pinsekirken i byen, herved blev den uafhængige menighed Frikirken Hillerød grundlagt.
I 1970'erne kom der på ny en vækkelse i etablerede kirkesamfund med fokus på Helligånden. ”Den karismatiske fornyelse” påvirkede lutherske, reformerte og katolske kristne fra stort set alle kristne grupperinger verden over. De engang så særegne ’pinse-fænomener’ som tungetale, lovsang, profeti og bøn for syge med håndspålæggelse var nu ikke længere et særkende for ’pinsefolk’, men kunne opleves i de fleste kristne sammenhænge. 
De karismatiske udtryksformer var ikke velsete i alle etablerede kirker, og derfor opstod der igen nye frikirker ved siden af de gamle kirkesamfund. Det viste sig op igennem 1980’erne, at disse frie ”uafhængige” kirker med tiden bevægede sig i to retninger – den ene præget af den såkaldte ”trosbevægelse”, hvor man lagde stor vægt på Bibelens løfter om helbredelse og fremgang – den anden med fokus på nære relationer og enhed mellem alle kristne. De selvstændige kirker på begge fløje har ingen samlet identitet og tæller skønsmæssigt ca. 2000 medlemmer i ca. 50 frikirker og huskirker.

## Økonomisk støtte fra stat og kommuner
Ligesom Folkekirken og dens medlemmer får frikirkerne og dens medlemmer (samt i øvrigt alle andre godkendte religioner) tilskud og støtte fra staten og kommunerne.

### Støtte fra staten
Støtten gives dog fra statens side efter andre metoder. Mens folkekirken får direkte støtte fra staten, kan medlemmerne af frikirker, der opfylder visse betingelser, få ligningsmæssigt fradrag for økonomiske bidrag til deres kirkesamfund. Fradraget havde i 2016 en gennemsnitligt skatteværdi på  27,7% for frikirkemedlemmer der ikke samtidigt er medlem af folkekirken.
Frikirkernes (og andre religioners) medlemmer  får fradrag efter følgende lovbestemmelser:
- ligningslovens § 8a, hvorefter de enkelte medlemmer hver kan fradrage op til kr. 15.200 i deres indkomst, hvilket giver  en skattebesparelse på ca. 4.210 kr (2016-tal).
- ligningslovens § 12 stk. 3, hvorefter frikirkernes medlemmer ved at binde sig til et fast beløb eller en fast procentdel af deres indtægt kan fradrage hele bidraget, op til 15% af det enkelte medlems indkomst.

### Støtte fra kommunerne
Fra kommunal side kan frikirker (og andre religioner) få støtte til almennyttigt arbejde, f.eks. frikirkernes børne- og ungdomsarbejde, gospelkor mv.

## Ekstern henvisning
- Hvad er en frikirke? Arkiveret 30. oktober 2020 hos  Wayback Machine  på frikirkenet.dk